# Mario Stanić
Mario Stanić (Sarajevo, Bòsnia i Hercegovina, exIugoslàvia, 10 d'abril de 1972) és un futbolista croat retirat.

## Trajectòria
Va començar la seua carrera amb el Željezničar Sarajevo. Va ser considerat com d'un dels joves futbolistes amb més projecció a l'antiga Iugoslàvia. El 1992 es trasllada a Croàcia per jugar en el Dinamo de Zagreb, on s'està només un any.
En 1993 fitxa per l'Sporting de Gijón, de la lliga espanyola, i el 1994, pel Benfica portuguès. Només passa una altra temporada quan s'incorpora al Club Brugge, tot convertint-se màxim golejador de la lliga belga 95/96 amb 20 gols, cosa que atrau l'interès de la Parma FC.
A Itàlia juga quatre anys amb el club parmesà. Finalment, l'any 2000 torna a canviar d'aires i milita en el Chelsea FC londinenc. Es retira el 2004 a causa d'una greu lesió mentre jugava en el club anglès.

## Selecció
Ha estat 49 vegades internacional amb la selecció croata de futbol, i ha marcat 7 gols. Va debutar al setembre de 1995 davant Estònia i el seu darrer partit va ser a l'abril del 2003 contra Suècia.
Va formar part del combinat croata a l'Eurocopa d'Anglaterra 1996 i del Mundial de França 1998, on Croàcia va arribar a la tercera posició. Stanic va aconseguir el primer gol del seu equip en aquesta cita en l'encontre contra Jamaica.